# Đàm Thủy
Đàm Thủy là một xã thuộc tỉnh Cao Bằng, Việt Nam.

## Địa lý
Đàm Thủy là xã cực đông của huyện Trùng Khánh, cách thành phố Cao Bằng khoảng 89 km và cách thị trấn Trùng Khánh khoảng 26 km, có vị trí địa lý:
- Phía đông giáp Trung Quốc và huyện Hạ Lang
- Phía tây giáp xã Chí Viễn
- Phía nam giáp huyện Hạ Lang và xã Chí Viễn
- Phía bắc giáp Trung Quốc.

Xã Đàm Thủy có diện tích 46,60 km², dân số năm 2019 là 5.258 người, mật độ dân số đạt 113 người/km².
Phía đông xã Đàm Thủy có thắng du lịch thác Bản Giốc nổi tiếng, nằm ở biên giới Việt - Trung.
Tỉnh lộ 206 chạy qua địa bàn xã, bắt đầu từ quốc lộ 3 ở thị trấn Quảng Uyên đến thị trấn Trùng Khánh và đến thác Bản Giốc, sau đó vòng về thị trấn Thanh Nhật của huyện Hạ Lang.

## Lịch sử
Sau năm 1975, Đàm Thủy là một xã thuộc huyện Trùng Khánh.
Ngày 10 tháng 6 năm 1981, điều chỉnh một phần diện tích và dân số của xã Chí Viễn vào xã Đàm Thủy.
Đến năm 2019, xã Đàm Thủy được chia thành 20 xóm: Bản Cái, Bản Chang, Bản Dít, Bản Giốc, Bản Gun, Bản Mom, Bản Nưa, Bản Phang, Bản Thuôn, Cô Muông, Đội 1, Đội 2, Đội 3, Đồng Tâm - Bản Rạ, Háng Thoang - Dộc Mạ, Kéo Nà, Kéo Yên, Khuổi Ky, Lũng Niếc, Nà Đeng - Lũng Nọi.
Ngày 9 tháng 9 năm 2019, Hội đồng Nhân dân tỉnh Cao Bằng ban hành Nghị quyết số 27/NQ-HĐND về việc:
- Sáp nhập hai xóm Cô Muông, Lũng Niếc vào xóm Bản Giốc
- Sáp nhập ba xóm Đội 1, Đội 2, Đội 3 thành xóm Lũng Phiắc
- Sáp nhập xóm Nà Đeng - Lũng Nọi vào xóm Bản Mom
- Sáp nhập hai xóm Háng Thoang - Dộc Mạ và Bản Chang thành xóm Háng Thoang
- Sáp nhập xóm Bản Dít vào xóm Đồng Tâm - Bản Rạ
- Sáp nhập hai xóm Bản Cái và Bản Nưa thành xóm Bồng Sơn.

## Hành chính
Xã Đàm Thủy được chia thành 12 xóm: Bản Giốc, Bản Gun, Bản Mom, Bản Phang, Bản Thuôn, Bồng Sơn, Đồng Tâm - Bản Rạ, Háng Thoang, Kéo Nà, Kéo Yên, Khuổi Ky, Lũng Phiắc.

## Kinh tế

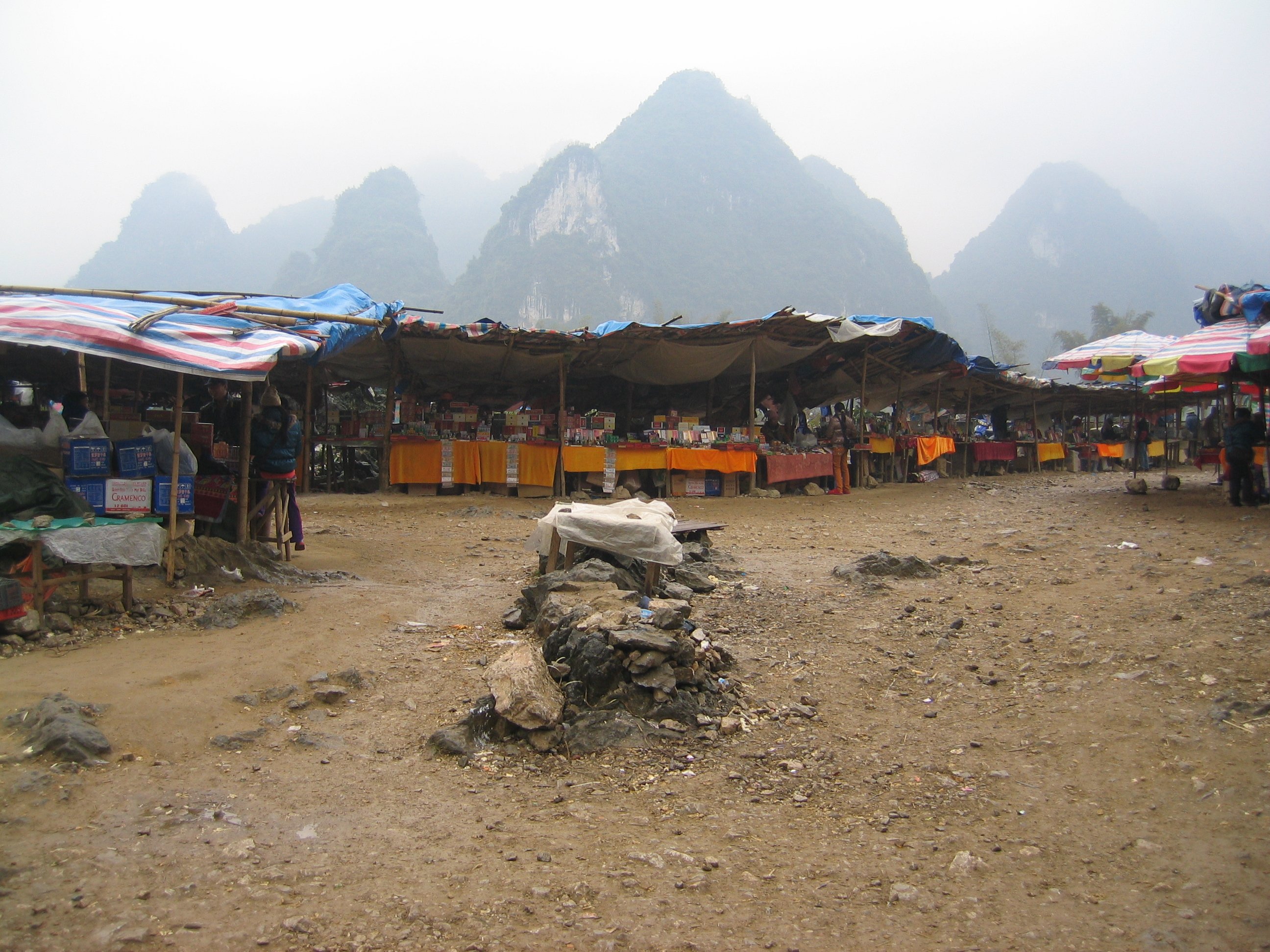
Khu ki-ốt tại thác Bản Giốc trên địa bàn xã Đàm Thủy

Ngoài một vụ lúa mùa, nông dân xã Đàm Thủy còn trồng thêm vụ đông xuân, đưa tổng diện tích gieo trồng lúa, ngô, đậu tương, lạc... lên gần 500ha/vụ. Trên địa bàn xã Đàm Thủy có mỏ mangan Lũng Phiắc, quặng măng gan lộ thiên ngay trong những hốc đá nên thuận lợi trong việc khai thác. Do nằm trên biên giới Việt Trung nên tại xã Đàm Thủy từng xảy ra tình trạng xuất lậu khoáng sản sang Trung Quốc.

### Quốc phòng
Trên địa bàn xã có đồn biên phòng Đàm Thủy nằm gần thác Bản Giốc. Đồn quản lý và bảo vệ tuyến biên giới có chiều dài 18,5 km và 60 cột mốc, gồm 2 xã biên giới là Chí Viễn và Đàm Thủy của huyện Trùng Khánh.

## Du lịch
Trên địa bàn xã có hai thắng cảnh nổi tiếng là thác Bản Giốc trên sông Quây Sơn và động Ngườm Ngao
- Thác Bản Giốc nằm trên biên giới Việt Nam -Trung Quốc là thác nước lớn thứ tư thế giới trong các thác nước nằm trên một đường biên giới giữa các quốc gia.[8] và là thác nước tự nhiên lớn nhất khu vực Đông Nam Á.[8] Thác có 3 tầng gồm nhiều ngọn thác lớn nhỏ khác nhau.Theo thống kê của Sở Văn hóa - Thể thao - Du lịch của tỉnh Cao Bằng, mỗi năm Việt Nam có khoảng 30.000 người đến thăm Bản Giốc, còn phía Trung Quốc đón gần 1 triệu lượt người.[9]
- Động Ngườm Ngao có chiều dài 2.144m nằm cách thác Bản Giốc 3 km thuộc bản Gun. Tên "Ngườm Ngao" theo tiếng Tày có nghĩa là "động hổ". Động được phát hiện vào năm 1921 khi các viên quan người Pháp và Việt đi thăm thác Bản Giốc. Động được hình thành cách đây 300 triệu năm trước Công nguyên và có nhiều nhũ đá và măng đá với hình thù sinh động, kì thú.[10][11]